# Aï Khanoum
Vous lisez un « bon article » labellisé en 2013.
Aï Khanoum ou Ay Khanum (littéralement « Dame Lune » en ouzbek) est une cité antique située aujourd'hui dans le Nord-Est de l'Afghanistan, dans la province de Kondoz, près de la frontière tadjike. Elle se situe au confluent du fleuve Amou-Daria (anciennement Oxus) et de la rivière Kokcha.
Elle est fondée au IVe siècle av. J.-C. par les Grecs dans le sillage de l'épopée d'Alexandre le Grand dans sa route vers l'Inde. La ville est surnommée l’Alexandrie de l’Oxus par le géographe Ptolémée et peut-être appelée plus tard Eucratidia sous le règne du souverain gréco-bactrien Eucratide Ier.
Un temps capitale du royaume gréco-bactrien, elle est détruite durant la seconde moitié du IIe siècle av. J.-C. par des attaques successives de nomades et des prédations aux fins de récupération de matériaux de construction effectuées par des populations autochtones après l'évacuation de la région par les populations hellénisées.
Redécouvert dans les années 1960, le site fait l'objet de fouilles menées par les archéologues français de la Délégation archéologique française en Afghanistan entre 1964 et 1978, qui constituent un « tournant décisif dans l'étude de l'hellénisme en Asie centrale ». Elles sont cependant interrompues par les troubles que connaît l'Afghanistan à partir de 1978 et le site, témoin particulier de l'hellénisme en Asie, est largement pillé avant d'avoir été complètement fouillé de façon méthodique. Les vestiges retrouvés lors des fouilles sont déposés dans les collections du musée national afghan de Kaboul, où certains éléments ont souffert des bombardements ainsi que des dégradations volontaires effectuées par les talibans. Tous les éléments découverts en contexte scientifique ne sont heureusement pas perdus, comme en a témoigné l'exposition de Jean-François Jarrige, « Afghanistan — Les trésors retrouvés » présentée en 2006-2007 au musée national des arts asiatiques - Guimet à Paris, mais aussi en Grande-Bretagne et aux États-Unis.
Par son histoire antique et contemporaine, la cité est un « symbole à la fois de la conquête de l'Asie par Alexandre le Grand, et de la destruction du patrimoine archéologique de l'Afghanistan ». Parlant du pillage du site, l'archéologue Paul Bernard estime qu'« il ne reste rien du site d'Aï Khanoum. Ce que nous n'avions pas trouvé, personne ne le trouvera, car cela n'existe plus ».

## Localisation et histoire

### Site stratégique

Localisation de la ville par rapport au sous-continent indien.

Le choix du site pour la création d'une ville a été probablement guidé par plusieurs facteurs, les conditions agricoles, les ressources minérales, et la localisation du site, que ce soit la géographie de la région qui rend la défense d'une cité aisée et aussi sa position particulièrement favorable au commerce.
La région, irriguée par l'Oxus, a un potentiel agricole riche et depuis longtemps ce potentiel est mis en valeur. Un vaste réseau de canaux d'irrigation existe depuis la fin du IIIe millénaire : l'agriculture y est donc intensive avant même l'arrivée des Grecs. En amont du site de la ville, se trouvent aussi des marécages très giboyeux,.
Les ressources minérales sont également abondantes dans l'arrière-pays vers l'Hindou Kouch, particulièrement les prétendus rubis (en réalité, des spinelles) du Badakhchan ainsi que l'or.
De plus, le site est facile à défendre, avec le fleuve Oxus, la rivière Kochka et la proximité de la chaîne montagneuse de Hissar. Daniel Schlumberger a pu qualifier ce site de « coin triangulaire au confluent de deux fleuves ». Le site de la ville s'étend dans un rectangle de 1,8 km sur 1,6 km et possède une acropole de 60 m de hauteur. La ville fait un peu moins de 200 ha au total.
Pour finir, son emplacement, à la jonction du territoire bactrien et de territoires nomades du Nord, a autorisé l'accès au commerce, en particulier avec l'Empire chinois à l'est et avec le monde indien au sud, les fouilles ayant livré des preuves d'échanges commerciaux avec ce dernier espace.

### Histoire d'une cité grecque de Bactriane

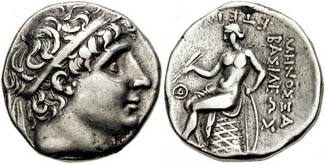
Monnaie d'Antiochos Ier, vers 280-261 av. J.-C. Marque de frappe monétaire d'Aï Kainoum (triangle dans un cercle) au revers.

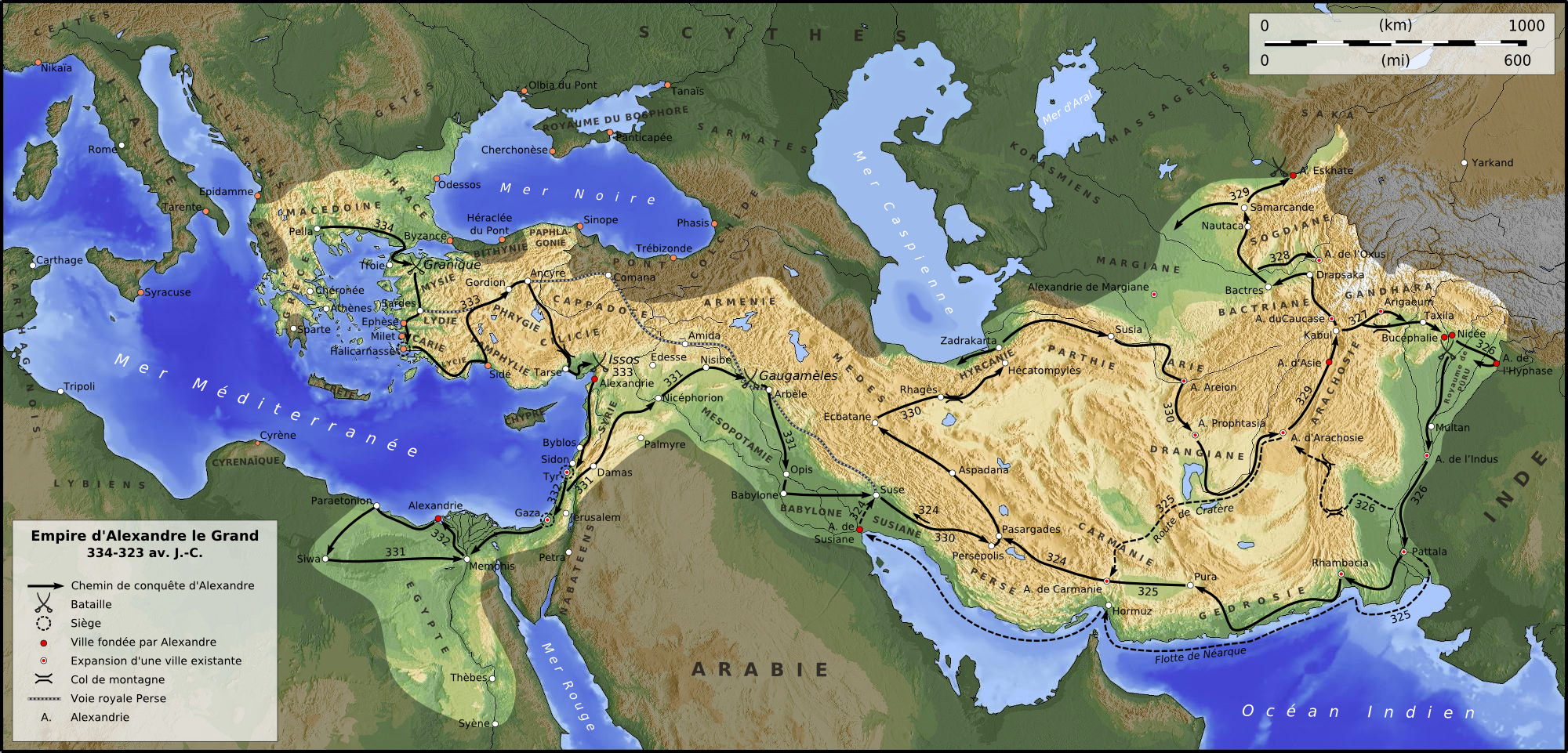
L'empire d'Alexandre le Grand, 334-323 av. J.-C.

Le royaume gréco-bactrien vers 180 av. J.-C., à son apogée territorial.

Carte de la Bactriane à l'époque hellénistique.

La région est incorporée au royaume achéménide par Cyrus le Grand au milieu du VIe siècle av. J.-C.. La conquête d'Alexandre le Grand combine à la fois des éléments de continuité du pouvoir perse et une extension de l'aire de la culture grecque.
La région entre dans la sphère séleucide et fait l'objet d'une politique de peuplement hellène sous Séleucos Ier puis Antiochos. La naissance de la cité d'Aï Khanoum est à placer dans ce cadre général, même s'il faut sans doute davantage évoquer une refondation qu'une création ex nihilo en raison de la présence probable d'un établissement achéménide à cet emplacement. Bien qu'aucun vestige archéologique retrouvé ne soit antérieur à cette dynastie, l'espace de la cité a dû être occupé dès les premiers temps de l'installation grecque, en particulier par une garnison sur l'acropole. La prise en mains du territoire par l'armée du conquérant macédonien n'a pu se faire qu'avec l'installation de forces de maintien de l'ordre dans les endroits à haute valeur stratégique.
Au milieu du IIIe siècle av. J.-C., à l'instigation de Diodote Ier, la Bactriane devient une entité indépendante qui s'étend rapidement et subit des forces centrifuges du fait des divers peuples la composant.
À son apogée, Aï Khanoum est une ville grecque extrêmement importante de 1,5 kilomètre carré, caractéristique de l'Empire séleucide et également du royaume gréco-bactrien. De nombreux artéfacts et des structures ont été trouvés par les archéologues, indiquant une haute culture hellénistique, combinée avec des influences orientales. Selon J. Boardman, « elle possède tous les éléments d'une ville hellénistique, avec un théâtre grec, le gymnase et quelques maisons grecques avec des cours à colonnades. » La cité est dominée par les Grecs mais une partie des fonctionnaires est locale, avec une onomastique iranienne. Les habitants forment une « population mélangée de Gréco-Macédoniens orientalisés et d'Orientaux hellénisés », vivant dans une cité dont le décor architectural rappelle l'hellénisme mais avec un plan de constructions d'origine orientale,.
Il semble que la ville soit détruite, sans jamais être reconstruite, au moment de la mort du roi gréco-bactrien Eucratide Ier autour de 145 av. J.-C. selon une inscription retrouvée sur un vase dans la trésorerie du palais,. Ce dernier souverain aurait fait de la cité sa capitale sous le nom d'Eucratidia selon Ptolémée et Strabon.
L'incendie et le pillage de la trésorerie sont peut-être le fait des nomades saces, suivis du pillage systématique de la ville par des peuplades locales non hellénisées afin de récupérer des matériaux de construction. Une nouvelle invasion nomade par des Yuezhi aboutit à l'incendie du temple à niches indentées, alors réutilisé pour un usage profane. Vers 140 av. J.-C., la ville est en ruines.
À cette date, les nomades chassent les Grecs d'Aï Khanoum, puis ils les chassent de Bactriane vers 130 et enfin, de toute la vallée de l'Oxus vers 120 av. J.-C. Un royaume grec se maintient au sud de l'Hindou Kouch, dans le Pendjab, jusqu'au début de notre ère,.
La citadelle est occupée par périodes jusqu'aux Timourides aux XVe – XVIe siècles.

## Redécouverte, fouilles et pillages

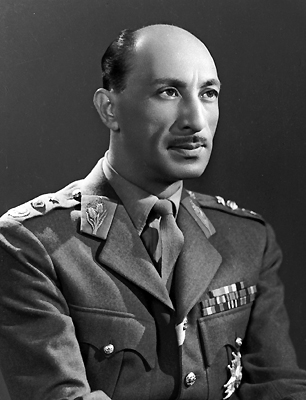
Portrait du roi Zaher Shah en 1963, qui prend connaissance de la découverte de chapiteaux grecs et demandeur des recherches archéologiques sur le site.

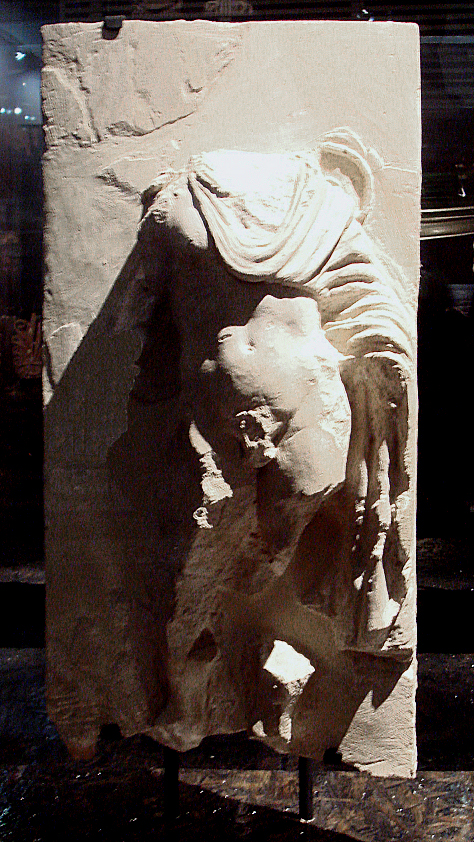
Stèle funéraire d'un éphèbe nu portant une chlamyde, dégradée depuis sa découverte par le vandalisme des talibans et au sein même du musée national afghan de Kaboul. Nécropole d'Aï Khanoum,, calcaire, 50 cm × 26 cm × 11.5 cm.

Le site est exploré par un lieutenant de la Compagnie anglaise des Indes orientales, John Wood, dès 1838, et par Jules Barthoux en 1926.
Le roi d'Afghanistan Zaher Shah, à l'occasion d'une chasse royale à proximité, prend connaissance grâce aux habitants du hameau de la découverte de grands chapiteaux sur le site. La chasse a eu lieu en 1963 selon S. Gorshenina et C. Rapin mais en 1961 selon P. Bernard. À partir de novembre 1964 une mission est envoyée sur le site qui fait les premiers repérages, et sont découverts alors à Aï Khanoum « les premiers monuments de la présence grecque en Asie centrale » sous contrôle scientifique.
Le site est fouillé par une mission de la Délégation archéologique française en Afghanistan (DAFA), dirigée par Daniel Schlumberger puis Paul Bernard, entre 1964 et 1979, et également par deux archéologues russes au début des recherches en 1965 et 1966. Cette présence russe s'étend sur deux saisons. Le site a servi de chantier-école pour de nombreux archéologues français œuvrant par la suite sur divers sites d'Asie centrale. De plus, les chercheurs qui travaillent sur le site s'ouvrent à la recherche russe, ce qui est une nouveauté et aboutit à des avancées remarquables.
Les recherches de la DAFA dévoilent la présence d'une parure monumentale de la cité assurément grecque avec la présence d'un théâtre, d'un gymnase et de très nombreux chapiteaux corinthiens. Une salle consacrée au site ainsi qu'à celui de Shortugaï est inaugurée en 1981 au musée de Kaboul.
Les fouilles sont abandonnées après la crise politique de 1978 et le déclenchement de la guerre d'Afghanistan de 1979, pendant laquelle le site est copieusement pillé. À ce propos, Paul Bernard parle d'un « pillage à grande échelle et systématique, à la fois dans ses parties fouillées et celles restées vierges de toute exploration ».
Les archéologues restent sans nouvelles du site jusqu'en 1993. Les murs de briques crues souffrent alors des intempéries mais les matériaux de construction font surtout l'objet d'une récupération à grande échelle, jusqu'aux éléments des fondations ; non seulement les éléments décoratifs de calcaire sont passés dans un four à chaux mais également les éléments de brique plus modestes. Les chapiteaux dégagés sont alors presque tous détruits, hormis une dizaine d'entre eux réemployés dans une auberge d'un village voisin du site, Khwaja Baudin.
Le site de la cité antique sert en outre de champ de bataille, ne préservant qu’une très faible partie du matériel d’origine. Les zones non encore excavées font l'objet de fouilles clandestines dont témoignent un grand nombre de cratères de 1,50 à 2 m ainsi que des galeries. Ces pillages sont sans doute organisés avec l'aide de la main-d'œuvre locale et ont peut-être duré jusqu'après 1989 voire jusqu'en 1992 ; des espaces restés intacts à cette date sont ensuite pillés jusqu'en 2001, en particulier des zones de l'acropole. La plaine d'Aï Khanoum, qui contient la nécropole, subit également des prédations. Les trous de pillage sont denses le long de la rue principale de la cité et sur la terrasse intermédiaire, ainsi qu'à proximité de la Kokcha.
Les travaux ne reprennent qu'en 2003, après la chute des talibans. Au début des années 2000, le site fait l'objet du film L’Alexandrie oubliée (le deuxième épisode de la série documentaire Eurasia : À la conquête de l'Orient), avec reconstitutions 3D par une collaboration entre le CNRS français, l'École normale supérieure, la société Taisei et la chaîne de télévision nippone NHK. Le film est diffusé en juin 2003 au Japon et en décembre 2004 en France. La reconstitution porte sur la fin de l'occupation grecque de la cité, dans le second quart du IIe siècle av. J.-C. Pour reconstituer les monuments les moins documentés par les recherches archéologiques, la décision a été prise d'opter pour des « solutions plausibles ». La 3D « fait prendre conscience de la vraie monumentalité de l'architecture et de son lien avec le cadre topographique et géographique ».
Des éléments du musée national afghan de Kaboul épargnés par la guerre, parmi lesquels se trouvent des artéfacts découverts à Aï Khanoum, permettent d'organiser une exposition internationale d'envergure : après une halte au musée Guimet sous le nom des « Trésors préservés d'Afghanistan » en 2006-2007, précédée d'une action de restauration, elle est à Londres en 2008 l'invitée de la National Gallery. L'exposition se trouve ensuite aux États-Unis durant l'été 2009, au Metropolitan.

## Urbanisme et éléments du site

### Urbanisme

Plan du site de la ville d’Aï Khanoum.

Les recherches ont mis en évidence que la cité ne possède étonnamment pas le plan hippodamien des fondations nouvelles, munies de rues à angles droits et d'îlots réguliers.
La ville haute a été peu étudiée lors des fouilles ; elle a abrité la citadelle ainsi qu'un espace cultuel et quelques habitations modestes.
La ville basse (1 800 m de long sur 500 m de large) a été particulièrement étudiée et constitue dans l'Antiquité l'espace le plus urbanisé du site : elle accueille alors surtout les édifices publics, cultuels ou résidentiels dégagés lors des fouilles archéologiques. Une terrasse intermédiaire a également accueilli des bâtiments. Une rue rectiligne joue le rôle d'axe du rempart nord jusqu'à la Kokcha. Le palais, un des mausolées et le temple hors de la ville semblent construits sur le même axe ; la porte principale de la ville se situe face au complexe palatial.
La mission archéologique a déterré des structures diverses, certaines d'entre elles clairement hellénistiques, quelques autres étant des intégrations au site d'éléments d'architecture orientale voire perse.
Le matériau de construction principal du site est la terre, utilisée dans du pisé ou de la brique séchée. La pierre est cependant présente par les éléments sculptés.
Les constructions gréco-bactriennes possèdent un étage et un toit plat à une seule pente peu marquée, constitué de terre posée sur des branchages appuyés sur les poutres. Les édifices publics et les maisons de notables ont une ou deux rangées de tuiles plates, supports pour des couvre-joints munis en façade de plaques d'argile décoratives appelées antéfixes.
Les façades sont blanchies à la chaux. La ville est alimentée en eau par un canal et, au nord du gymnase à proximité du rempart est érigée une fontaine en pierre.

### Éléments défensifs

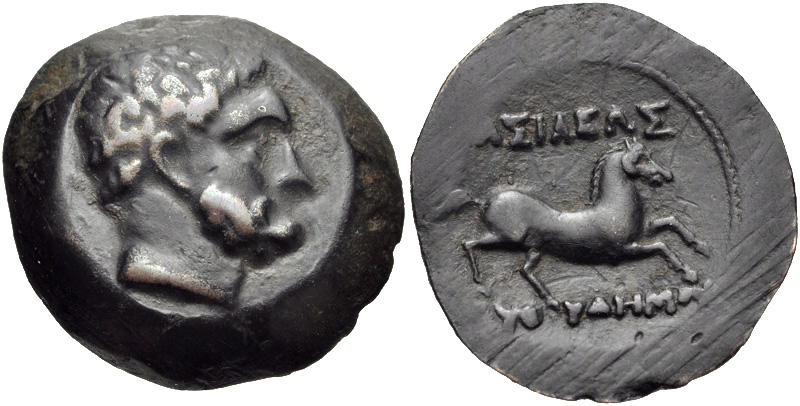
Pièce d'Euthydème Ier (223-200 av. J-C.), frappée à Aï Khanoum.

Des remparts de briques crues ou de pisé et de plus de trois kilomètres de long entourent la ville ; ils outrepassent par la surface enceinte les zones occupées par l'habitat.
Le côté nord qui ferme la ville basse est particulièrement puissant, avec 18 tours dont les angles sont renforcés par un glacis et une porte à cour identifiée comme la porte principale de la cité. Le rempart est pourvu d'un chemin de ronde bordé d'un mur comportant des fenêtres à abattants. Vers la plaine, un fossé complète le dispositif. Vers le fleuve, le système défensif est constitué de murs crénelés et de bastions qui font saillie. Cependant, à proximité de la Kokcha, le fleuve a emporté le terrain, ce qui rend impossible l'étude scientifique de ce côté du dispositif.
Le rempart suit le relief sur l'acropole et une fortification définit la citadelle. Une citadelle avec des tours puissantes (20 m × 11 m à la base, 10 m en hauteur) et des remparts sont établis au-dessus de la plus haute colline au milieu de la ville, l'acropole (dite Bila Hissar en persan) haute de 60 mètres, plus précisément dans son angle sud-est. La citadelle mesure 160 m sur 120 m. L'acropole est ouverte, sans rempart, du côté de la ville basse.
À l'intérieur de la citadelle, un chapiteau gréco-bactrien a été mis au jour au sud-est pendant les travaux de défense effectués par des hommes du commandant Massoud lors de l'installation d'une batterie destinée à faire face à une position talibane située sur la rive adverse de la Kokcha. Ce vestige est peut-être à lier à la résidence du commandant du site ou à un lieu de culte situé sur le promontoire. Le bâtiment doit être relativement bien conservé selon les fouilleurs en dépit des réoccupations kouchanes et timurides du site de la citadelle. Un autre « ouvrage défensif rectangulaire » fortifié de 75 m sur 50 m a été identifié au nord de l'acropole.

### Palais et complexe palatial

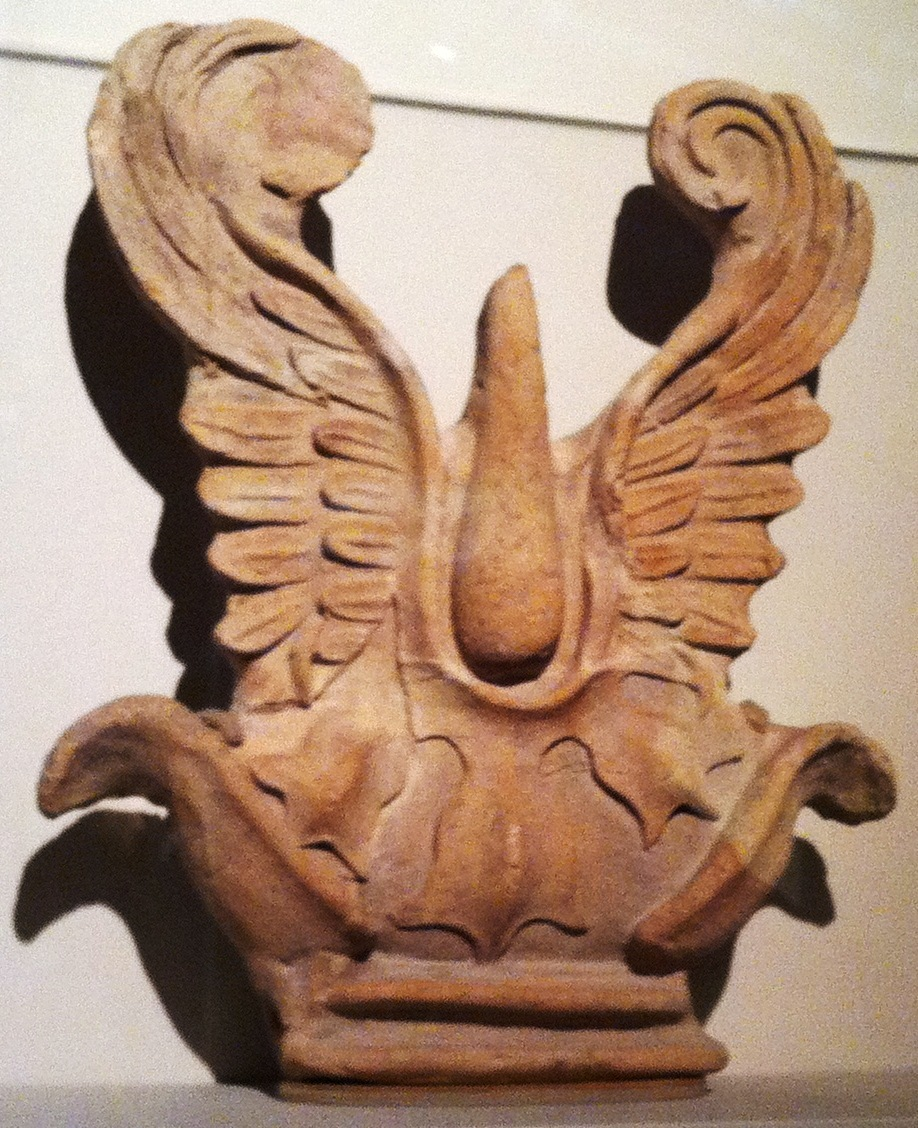
Antéfixe ailée du propylée du palais, terre cuite,.

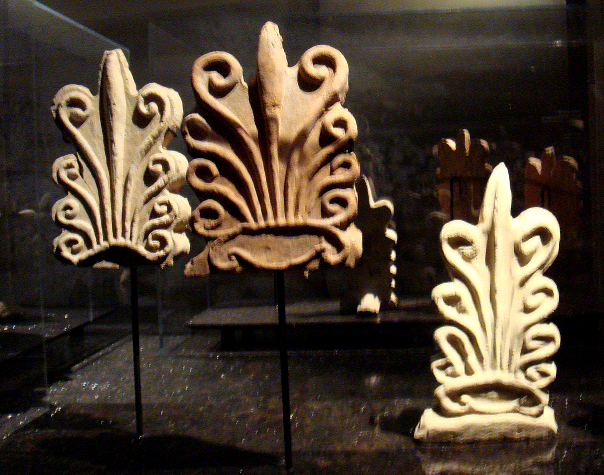
Antéfixes architecturales à palmette, palais, terre cuite,

Le palais a été construit sur la moitié méridionale de la basse ville, dans une zone de 350 m sur 250 m. Afin de laisser suffisamment de place à l'édifice, la rue principale de la ville a été adossée à l'acropole. Le palais dégagé lors des fouilles correspond sans doute à son état à l'époque d'Eucratide mais l'édifice a probablement connu des états antérieurs. Les vestiges retrouvés lors des fouilles par les archéologues ont permis aux infographistes d'en proposer une restitution en 3D,.
Le palais, très massif, est composé de cours et de bâtiments aux diverses fonctions, reliés entre eux par des couloirs : le palais remplit des fonctions résidentielles, politiques et administratives, mais aussi des fonctions économiques ; ainsi la trésorerie royale a été identifiée à proximité de la cour. Les administrations ainsi que la résidence royale occupent l'arrière du monument.
Le palais combine un plan oriental inspiré des palais néo-babyloniens et achéménides et des éléments de décor typiquement grecs, comme des colonnades et des pilastres à chapiteaux. La forme architecturale gréco-bactrienne évoque la grande architecture perse.
On accède au complexe palatial par des propylées alignés sur la rue et une voie située à proximité permet d'accéder aux mausolées, dont le monument dit hérôon de Kinéas, et à un bassin jouxtant le côté sud du gymnase. Les propylées servent à masquer la différence de niveau du terrain.
L'accès au palais proprement dit se fait par de petits propylées et mène dans une grande cour de 137 m sur 108 m, avec péristyle rhodien, selon une typologie présente en particulier à Rhodes et à Cos ; un des côtés est constitué par une colonnade de grande hauteur et 108 ou 120 colonnes en pierre à chapiteau corinthien,. Le portique méridional, plus haut et muni de chapiteaux plus imposants, ouvre sur un vestibule pourvu d'un porche hypostyle qui comporte trois rangées de six colonnes à chapiteau corinthien et hautes de 9,10 m.
À l'arrière du vestibule, on accède à une salle de réception, et « un décor d'appliques de bois de demi-colonnes cannelées coiffées de chapiteaux doriques orn[e] les murs ».
Le quartier administratif, entouré par un couloir, est lui-même divisé en quatre sections au moyen de deux couloirs. Deux salles ont dû servir aux audiences royales, dont l'une, munie de pilastres de pierre et pourvue de niches destinées à abriter des sculptures de terre et de stuc, a pu être la salle du trône.
Au sud-ouest du palais on découvre la résidence royale, elle-même divisée en deux sections, et dont le plan rappelle la structure des résidences aristocratiques fouillées sur le site, avec cour et salles d'eau pourvues de mosaïques dont une de galets de 5,70 m de côté représentant le soleil macédonien, des feuilles d'acanthe et des animaux divers (crabes, dauphins, etc.). Cette mosaïque, qui orne le vestiaire de la salle d'eau du palais, a été détruite lors des pillages du site.
Au nord-ouest, on atteint une cour dotée de portiques à 60 colonnes surmontées de chapiteaux doriques, ainsi que la trésorerie. À l'est de cette cour se trouvent des magasins.
Le sud du palais comporte une vaste cour destinée peut-être aux parades et manœuvres militaires.

### Théâtre et gymnase

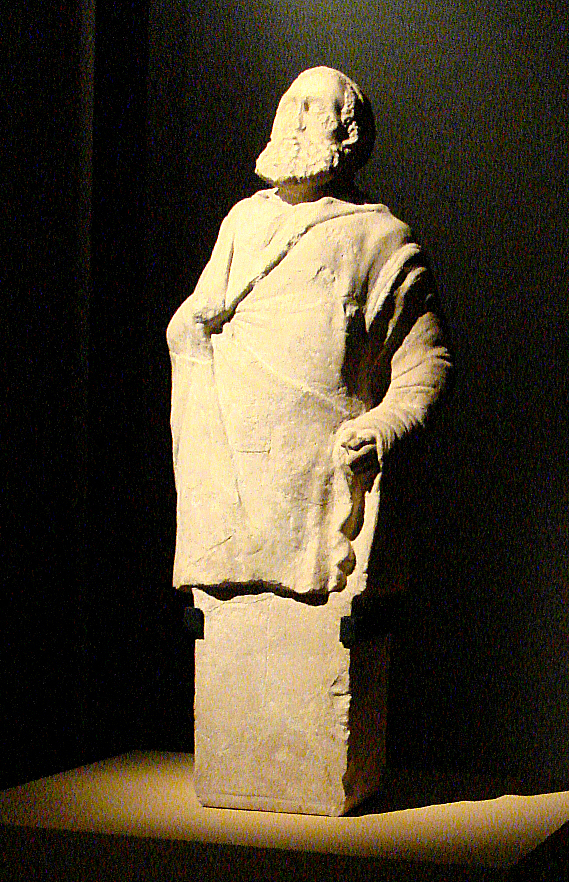
Sculpture d'un vieil homme, pilier hermaïque, gymnase,, calcaire, 77 cm.

Les Grecs ont bâti des édifices typiques de leur culture et s'inspirant de constructions existantes.
Le théâtre identifié à Aï Khanoum est l'édifice de ce genre le plus oriental connu. Bâti en brique crue et haut d'environ 17 m, il mesure 84 mètres de diamètre ; il dispose d'au-moins 35 rangées de sièges, où peuvent s'asseoir 4 000 à 6 000 spectateurs ; les places sont accessibles grâce à neuf escaliers.
La scène et le bâtiment de scène sont construits en bois. Un système permet d'amener l'eau de pluie de l'orchestre vers le canal de la ville. Un mur de soutènement assure la stabilité de l'orchestre et donne sur la rue principale de la cité.
Il est en outre équipé à mi-pente de trois loges destinées aux dirigeants de la ville, une au centre et les deux autres symétriques ; elles sont également présentes à Babylone. Témoins de la supériorité du rang social de quelques-uns, ces loges « trahi[ssen]t la régression de l'idéal démocratique » selon P. Bernard. Selon les normes de l'époque, la taille du théâtre est considérable, plus grande que celle du théâtre de Babylone, mais légèrement plus petite que pour le théâtre d'Épidaure. Outre les spectacles, le théâtre abrite les réunions publiques car la ville est dépourvue d'agora.
Le gymnase, « lieu par excellence de formation et d'apprentissage des élites grecques », longeant le rempart ouest, forme un carré de 100 m de côté : il est donc un des plus grands de l'Antiquité. On y trouve une cour entourée de locaux. Contrairement aux édifices de même usage présents en Grèce, celui-ci s'organise de façon symétrique par rapport à un porche qui sert d'axe et un couloir est situé en périphérie.
Il a la forme d'un quadrilatère avec une zone au nord et une cour au sud. Au nord, un carré autour d'une cour comporte sur chacun des côtés un porche à colonnes doriques ; sur trois des côtés se trouvent deux colonnes et sur celui du nord qui fait face à l'entrée se dressent six colonnes. Au même endroit, une niche contient une statue. Une dédicace en grec à Hermès et Héraclès a été trouvée gravée sur un des piliers. La dédicace a été faite par deux hommes avec des noms grecs (Triballos et Strato, le fils de Strato). En outre, une statue de vieillard y a été trouvée.

### Temples

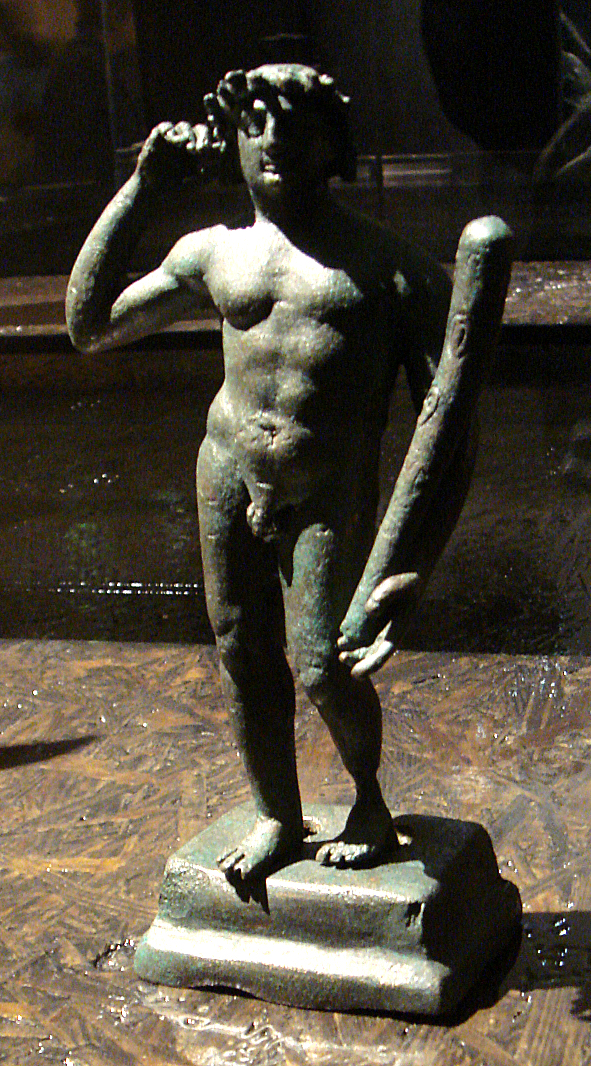
Statuette d'Héraclès en bronze, temple à niches indentées, bronze, 18.2 cm,.

La cité comporte plusieurs temples, à l'intérieur et à l'extérieur de la ville, mais aucun ne présente un plan grec. Les temples de la cité possèdent un plan irano-mésopotamien.
Le plus grand temple dans la ville, bordant la rue principale par un porche à deux colonnes, a été construit sur un plan carré de 20 m de côté et a été nommé par les archéologues temple à redans ou temple à niches indentées. Il a été fouillé de 1968 à 1973,. On y aperçoit une cour bordée d'une colonnade, d'un portique et d'une chapelle au nord.
Le temple est situé sur un podium de 1,50 m auquel on accède par trois marches. Un vestibule s'ouvre sur une cella destinée à la statue cultuelle avec deux sacristies. Le type de plan de l'édifice et le décor à fausses niches indentées répondent à un modèle religieux oriental,. Les murs en sont massifs, fermés, d'un type oriental au lieu de la structure ouverte entourée de colonnes des temples grecs. La fouille a permis de proposer une restitution 3D relativement précise.
Le culte rendu dans l'édifice est lié au panthéon grec et le temple a apparemment contenu une statue monumentale de Zeus assis ; cette position assise a sans doute été choisie du fait d'une hauteur insuffisante pour une position debout. Cette hauteur insuffisante a été déduite de la taille d'un unique fragment lapidaire, celui du pied d'un Zeus-Mithra ou d'un Ahura Mazda ou Mithra : le fragment de pied est orné de foudres ailés, la divinité honorée pourrait être le fruit d'un syncrétisme gréco-oriental. De telles divinités syncrétiques figurent également sur des monnaies. Les infographistes ont choisi de représenter une Victoire debout dans la main droite du dieu muni en outre d'une couronne nimbée sur la tête.
Un autre temple de même plan mais plus important, car composé de trois pièces cultuelles, a été découvert à proximité de la porte de la ville mais hors de cette dernière. Il n'a pu être fouillé intégralement.
Un lieu de culte spécifiquement iranien a été fouillé, situé sur une plate-forme de briques crues et à ciel ouvert, au sud-ouest de l'acropole,. On y trouve un autel en forme de pyramide tronquée consacré aux forces naturelles. Hérodote décrit ces cultes perses.

### Autres édifices publics

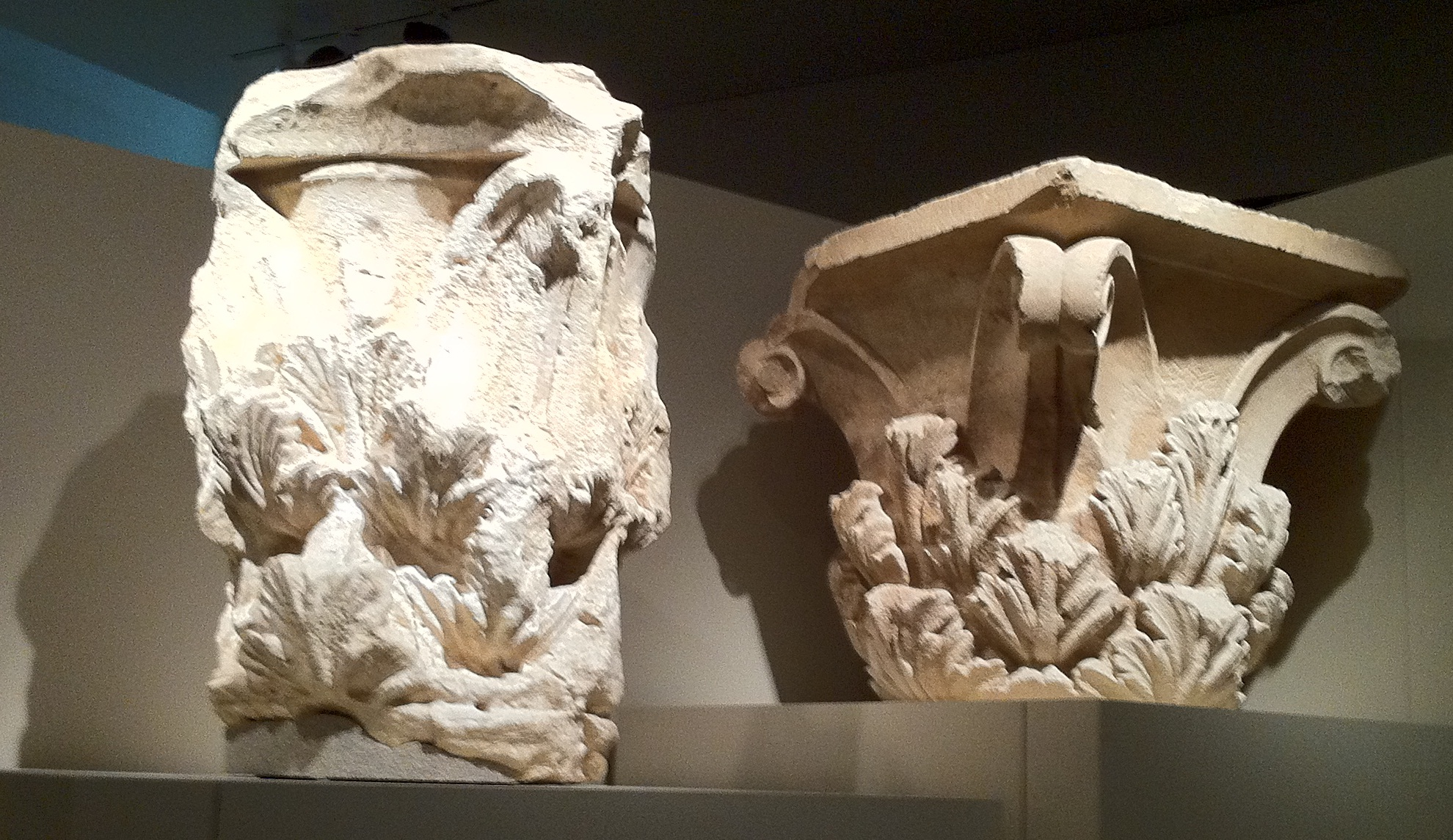
Chapiteaux corinthiens découverts à Bactres (chapiteau de gauche) et Aï Khanoum (chapiteau de droite).

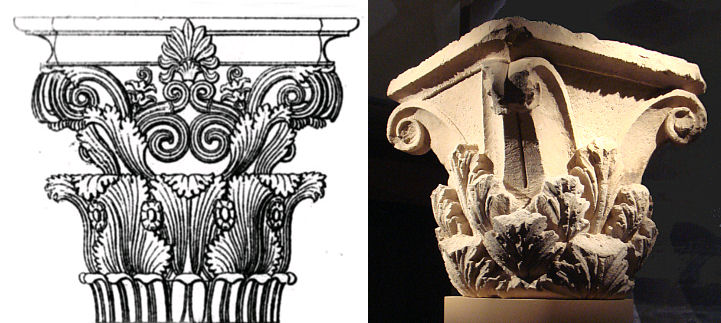
Gauche : Modèle original de chapiteau de l'Ordre corinthien du Monument de Lysicrate à Athènes (335 BCE). Droite : le chapiteau d'Ai Khanoum.

D'autres édifices publics ont été reconnus par les diverses sessions de fouilles mais ils sont restés insuffisamment explorés faute de temps.
Un bâtiment public à portiques a été trouvé à 80 m du temple à redans, lors de la campagne de 1978, l'ultime du site avant la période de troubles.
Un arsenal composé de trois ailes longues de 100 m, incendié, et qualifié par Paul Bernard de « véritable musée de l'armement antique » a été mis au jour lors de cette même dernière campagne. On y a fabriqué et stocké des armes ; la fouille n'a pu en être achevée. Le bâtiment est localisé à proximité du quartier d'habitation et souligne « le caractère militaire et stratégique de la ville ».
Une grande fontaine publique ornée d'une sculpture de dauphin, dite fontaine de l'Oxus, localisée à proximité du gymnase et du rempart, a livré également une belle gargouille.
Le site a probablement abrité des bibliothèques, attestées par la découverte de fragments ténus d'une œuvre attribuée à Aristote, dite "le papyrus philosophique", découverte considérée comme l'une des plus importantes de l'archéologie du XXe siècle. Les papyrus et parchemins sont décomposés et l'encre est déposée sur la terre.
De nombreux restes de colonnes corinthiennes classiques ont également été dégagés lors des fouilles.

### Quartiers d'habitation
De grandes résidences se trouvent dans le quartier sud de la cité, mais la partie nord entre gymnase et rempart est également occupée par des habitations, même si l'extrémité nord du site archéologique est sans doute occupée pour sa part par des espaces agricoles, vergers et jardins. L'habitat, réparti le long d'un axe de circulation, doit être modeste dans la ville haute car le climat y est plus rude que dans la zone plus basse, même si une découverte récente y fait supposer l'existence d'une résidence appartenant à un important personnage de la cité.
Environ quarante maisons patriciennes de 65 m sur 35 m ont été reconnues dans le quartier sud du site ; une photographie aérienne laisse supposer une cinquantaine de demeures de cette partie de la population. Une seule demeure a été fouillée de façon complète.
Les maisons comportent une vaste cour et un corps de logis. Elles sont organisées autour d'une pièce centrale, dont les autres pièces sont séparées par un couloir. Un porche à colonnes in antis et pourvu peut-être de chapiteaux corinthiens permet au maître des lieux d'accéder à sa demeure. La bâtisse possède des toits plats de divers niveaux dont le plus élevé est localisé au niveau du porche et de la salle de réception. Une maison plus vaste de 107 m sur 72 m a été fouillée hors du rempart nord.
Le plan des maisons est finalisé au IIe siècle av. J.-C. et témoigne d'une architecture coloniale : le centre en est la pièce du maître, et la cour, élément principal de l'architecture domestique grecque, lui est réservée. Ce plan, peut-être d'origine achéménide, a perduré au IIe siècle apr. J.-C. dans l'Empire parthe et l'Empire kouchane.
Les fouilles du quartier d'habitation ont livré un décor hellène de mosaïque à galets, technique qui a déjà disparu dans le bassin méditerranéen. Les salles de bains sont des éléments traditionnels que l'on retrouve ; elles sont très simples car les bains se font par ablutions.
Paul Bernard indique ne pas avoir retrouvé des maisons pouvant être attribuées aux populations les plus modestes de la ville, populations autochtones mais aussi colons de statut social moyen, artisans de la diffusion d'objets hellénisants dans la région.

### Sépultures et monuments funéraires

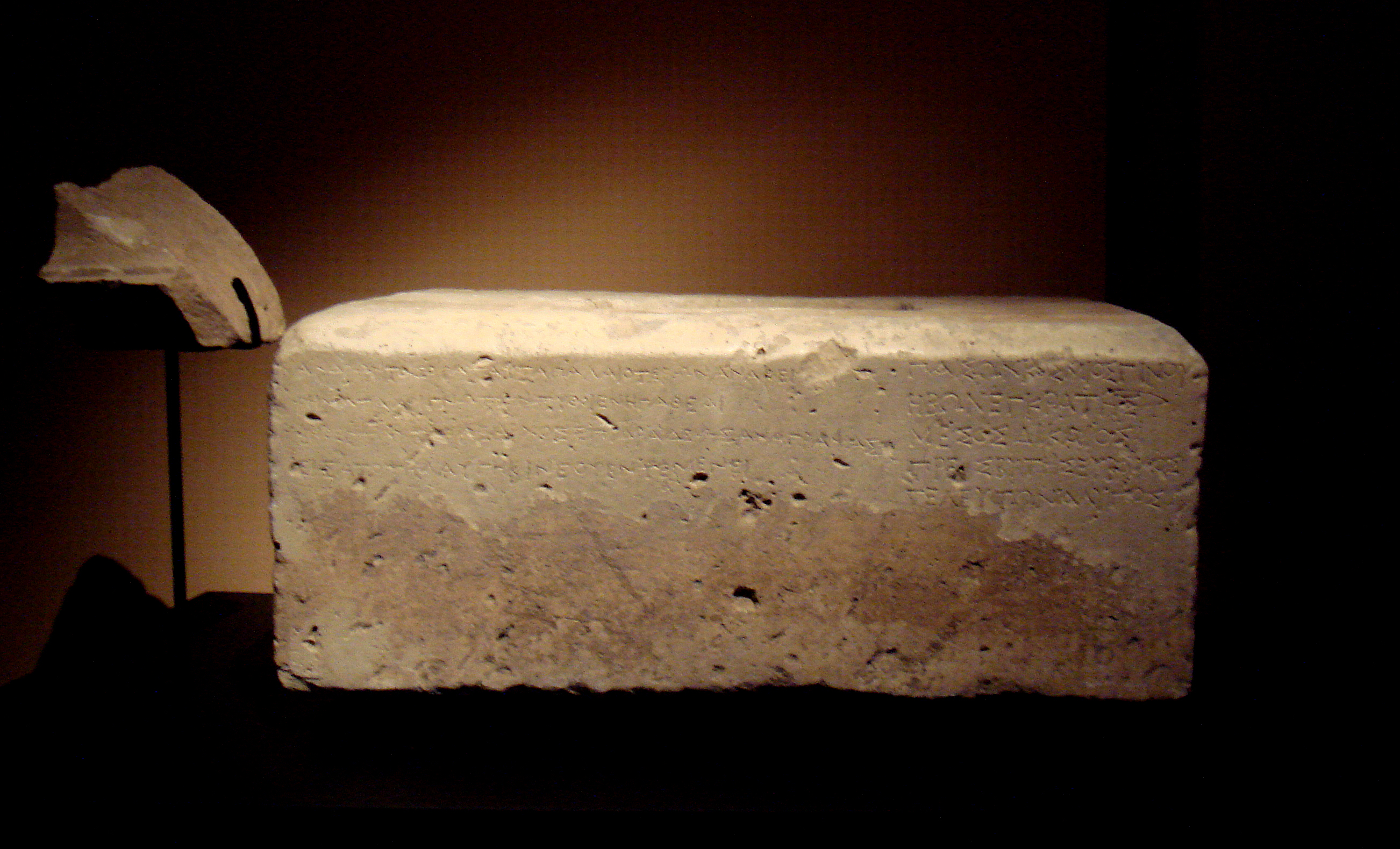
Bloc avec l'inscription de Kinéas (partie gauche : «Ces sentences des anciens se trouvent dans le sanctuaire pythique sacro-saint. C'est Cléarque qui les y copia minutieusement et les mit ici, dans le sanctuaire resplendissant de Kinéas.»), et l'inscription de Cléarque de Soles en partie effacée (partie droite : «Dans l'enfance, sois modeste. Dans la jeunesse, sois robuste. A l'âge mûr, sois juste. Dans la vieillesse, sois judicieux. A l'heure de la mort, sois sans affliction.»). Calcaire, 28 × 65,5 × 46.5 cm, début du ,.

Les défunts sont inhumés hors de la cité ; les classes sociales aisées possèdent des mausolées de forme cubique.
Une seule sépulture a été fouillée dans la nécropole localisée hors de l'enceinte de la ville. C'est un mausolée familial ayant l'aspect d'une construction massive en briques crues, qui émerge pour moitié du terrain et qui contient quatre hypogées, couverts d'une voûte et dotés d'un couloir central. Les caveaux sont vidés pour laisser place à de nouveaux ensevelissements. Les ossements sont alors placés dans des jarres. La fouille a livré un relief funéraire et deux inscriptions sur pierre fragmentaires.
Inscription de Kinéas et rayonnement de la pensée grecque
Dans la ville basse, à côté de l'entrée du palais et sur une terrasse artificielle, deux autres monuments en forme de petit temple grec témoignent de la coutume grecque de la sépulture entre les murailles accordée aux grands bienfaiteurs de la ville ou à des personnages lui ayant rendu service. Une chapelle funéraire munie d'un porche à deux colonnes de bois abrite le sarcophage de Kinéas, sans doute le fondateur de la cité mandaté par Séleucos Ier ; le lieu est sans doute un hérôon. L'accès au monument bâti sur une terrasse se fait par un escalier. Le philosophe Cléarque, de passage ici au début du IIIe siècle av. J.-C., fait graver une stèle avec des maximes delphiques ; il s'agit là d'une des découvertes précieuses du site. Dans l'édifice situé à proximité du palais, outre le fondateur ou bienfaiteur de la cité, sont peut-être inhumés des membres de sa famille. Selon Valeri Yailenko, ces inscriptions auraient probablement influencé la rédaction des édits d'Ashoka quelques décennies plus tard, aux alentours de 260 av.J-C.. En effet, ces édits mettent en avant des règles morales extrêmement proches de l'inscription de Kinéas, à la fois en termes de contenu et de formulation.
Un autre édifice, anonyme, et appelé « mausolée au caveau de pierre », présente un aspect plus monumental ; mesurant 30 m sur 20 m, il possède une terrasse et une colonnade de pierre haute de 6 m munie de chapiteaux d'ordre ionique. Cet édifice contient aussi un caveau de pierre, un porche à colonnes in antis, un vestibule et une cella. Il abrite les sépultures de deux personnages importants de la cité.

## Éléments retrouvés
Du fait de l'éloignement de la Méditerranée et de la présence des Parthes faisant quelque peu écran, la production artistique se caractérise par un « classicisme attardé » selon P. Bernard.

### Mosaïques et éléments architecturaux

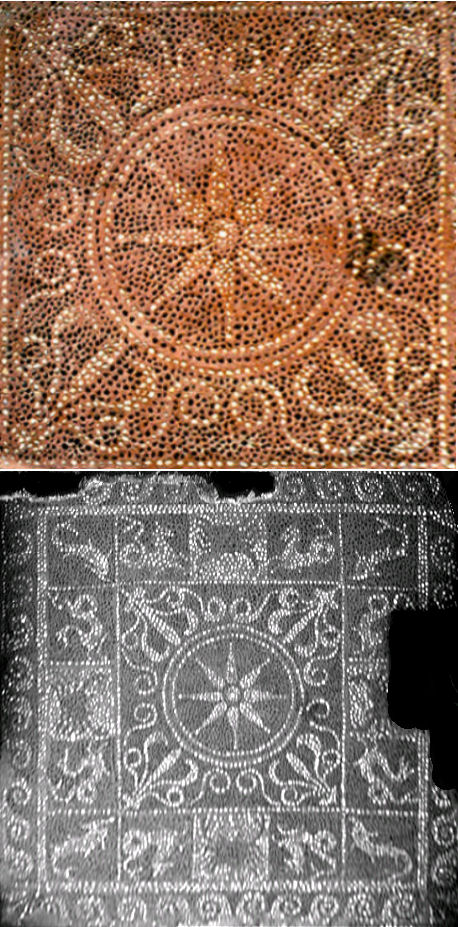
Vestiges d'une des mosaïques d'Aï Khanoum, incorporant vagues, animaux marins (dauphins, crabes et tritons) et palmettes autour d'une étoile à huit branches (détail central en couleur).

Les mosaïques se situent dans les vestiaires des salles de bains et utilisent la technique des galets. Les sujets sont peu détaillés dans les réalisations du site et cela tranche avec l'évolution de la mosaïque en Méditerranée, où l'usage des fines tesselles autorise la création de véritables tableaux. La bichromie accentue cet aspect, et le site d'Aï Khanoum semble en retrait du fait de cet usage d'une technique archaïque.
Les chapiteaux et les antéfixes retrouvés lors des fouilles ont été en majorité détruits lors des troubles ; ne subsistent qu'un chapiteau découvert dans la citadelle et les chapiteaux en réemploi dans l'auberge localisée à proximité du site, ainsi qu'une petite partie des antéfixes. La majorité des antéfixes a été détruite car ces éléments sont stockés sur le site-même.
Le chapiteau conservé au musée de Kaboul est d'un style corinthien librement interprété : les volutes sortent de la corbeille d'acanthes mais, dans une variante originale, les architectes ont mêlé l'acanthe grecque et « un type ancien de chapiteau oriental à volutes », souhaitant mettre en avant « l'effet de puissance sans grand souci d'élégance et de raffinement ».
Les antéfixes, pour leur part, ont évolué au cours de l'histoire de la cité. Parmi les antéfixes, certaines ont un motif à palmettes, d'autres un motif à ailes. L'évolution de l'antéfixe à palmettes n'est pas que stylistique, elle est aussi technique, mais ces changements ne sont qu'un « bricolage ingénieux ». L'antéfixe à ailes comporte un motif végétal et deux ailes déployées, et cette « composition hybride, mi-animale, mi-végétale, unique en son genre » est utilisée dans la façade extérieure des propylées du palais.

### Sculpture

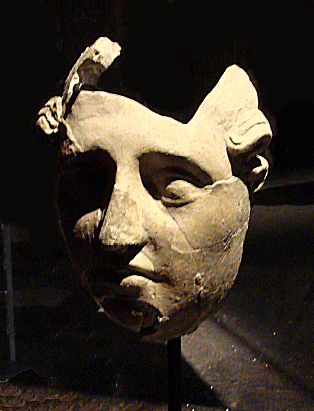
Visage d'argile crue, temple à niches indentées, 20 cm × 15 cm,.

En Bactriane, il n'y a pas de statues de pierre ou de bronze localisées dans l'espace public ; la statuaire y est qualifiée de « (statuaire) d'appartement ».
Les statues de grande taille sont acrolithes, avec une partie en bois et d'autres parties, mains, visage et pieds, en pierre. Ainsi la statue cultuelle du sanctuaire principal utilise sans doute cette technique avec certaines parties en marbre,.
Des œuvres plus modestes ont été retrouvées, dont une statuette d'homme nu couronné de feuillage, un pilier hermaïque avec buste de vieillard dit aussi maître du gymnase, un masque grotesque de gargouille de la fontaine de l'Oxus. Il faut faire une place particulière à une stèle funéraire représentant un éphèbe nu au manteau rejeté sur un bras, qui a été très dégradée lors des pillages du musée archéologique de Kaboul, en particulier le visage.
Le pilier à tête de vieillard a été trouvé dans les fouilles du portique nord du gymnase. L'homme, barbu, est vêtu d'un épais manteau et il a un bandeau dans les cheveux. Son bras droit est replié sous son manteau et son bras gauche est plié de façon moindre ; la main laisse supposer que le personnage a dû tenir une baguette mais celle-ci a disparu. Une grande différence a été soulignée entre la qualité du travail du visage et celle des plis du manteau. Les parties non exposées aux spectateurs ont bénéficié d'une médiocre finition. L'œuvre est peut-être le produit d'un maître pour le visage, et d'élèves pour le torse et elle peut être conçue comme « un sceau d'hellénisme apposé sur la culture des colons ». Le portrait représente sans doute Straton, le père des deux dédicants du gymnase reconstruit à leurs frais, et dédié à Hermès et Héraclès. Straton a sans doute exercé la fonction de maître du gymnase, fonction matérialisée par une baguette. Le pilier, antérieurement forme d'œuvre réservée à la représentation du seul Hermès, devient dans cette œuvre forme de « portrait honorifique individualisé ».
La gargouille de la fontaine de l'Oxus prend la forme d'un masque comique et son installation est datée de la première moitié du IIe siècle av. J.-C. Le canal d'écoulement de l'eau est large de 10 cm et profond de 7,5 cm. La fontaine de l'Oxus sert peut-être aux utilisateurs du gymnase situé à ses abords immédiats et elle est alimentée par résurgence de l'eau irriguant la plaine. Le masque figure un vieillard chauve, bouche ouverte, avec de grands yeux et un nez court ; il s'agit sans doute d'un personnage de la comédie grecque, l'esclave cuisinier. La qualité du travail tranche avec la période qui est marquée par une dégradation des installations hydrauliques ; de plus le motif ne figure habituellement pas sur les bouches de fontaines.
La stèle funéraire de l'éphèbe est constituée de calcaire. Elle a fait l'objet d'un réemploi après la période grecque et a été retrouvée en 29 fragments en 1971 ; réassemblée et exposée au musée de Kaboul, elle subit des dégradations causées par les talibans qui « la rendent presque méconnaissable ». Un jeune homme nu est présenté de face, une jambe en appui, vêtu d'un manteau autour du cou couvrant épaule et bras du côté gauche. Le personnage a un pétase autour du cou, visible au-dessus de son épaule gauche. Le jeune homme a de longs cheveux tombant sur les épaules et des yeux levés vers le ciel. Les jeunes gens devant couper leurs cheveux lors de leur service militaire, il peut donc s'agir d'un Bactrien hellénisé. L'œuvre respecte la « meilleure tradition de la représentation du nu dans l'art grec » mais avec de l'émotion qui peine à perdurer dans l'œuvre conservée après les dernières dégradations.
Il faut souligner que la technique du modelage sur argile ou stuc sur armature de bois ou de plomb, introduite par les Grecs, a connu une grande postérité en Asie centrale ; c'est même « le legs essentiel des Grecs de l'Asie centrale aux civilisations qui les ont suivis ». Le visage a été découvert en 10 fragments en 1968 dans le vestibule du temple ; il est placé contre le mur. Les sculptures sont destinées à la décoration intérieure. Le visage a des lacunes, le haut du visage et les mèches de cheveux. La couche d'argile est large de 0,8 à 1,3 mm, les artisans déposent l'argile par couches de plus en plus fines sur l'armature. Une feuille d'or est posée par la suite sur l'œuvre. Le visage, longtemps considéré comme celui d'une femme, semble être attribué à un homme du fait des cheveux courts ; il s'agirait d'une personne importante qui reste inconnue. Certaines figurines en os ou en terre cuite reflètent des traditions orientales et sont le produit d'un artisanat local.
Une statuette de bronze entièrement préservée (y compris sa base) représente Héraclès et est datée du milieu du IIe siècle av. J.-C. ; elle a été découverte dans les fouilles du sanctuaire du temple à niches indentées. La divinité, imberbe, tient une massue dans sa main gauche et, de sa main droite, se pose une couronne sur la tête. L'œuvre, qui a subi une réparation dans l'Antiquité, est imparfaite dans ses proportions et dans sa technique ; et la manière de représenter la divinité s'apparente à des représentations monétaires datables du règne de Démétrios.

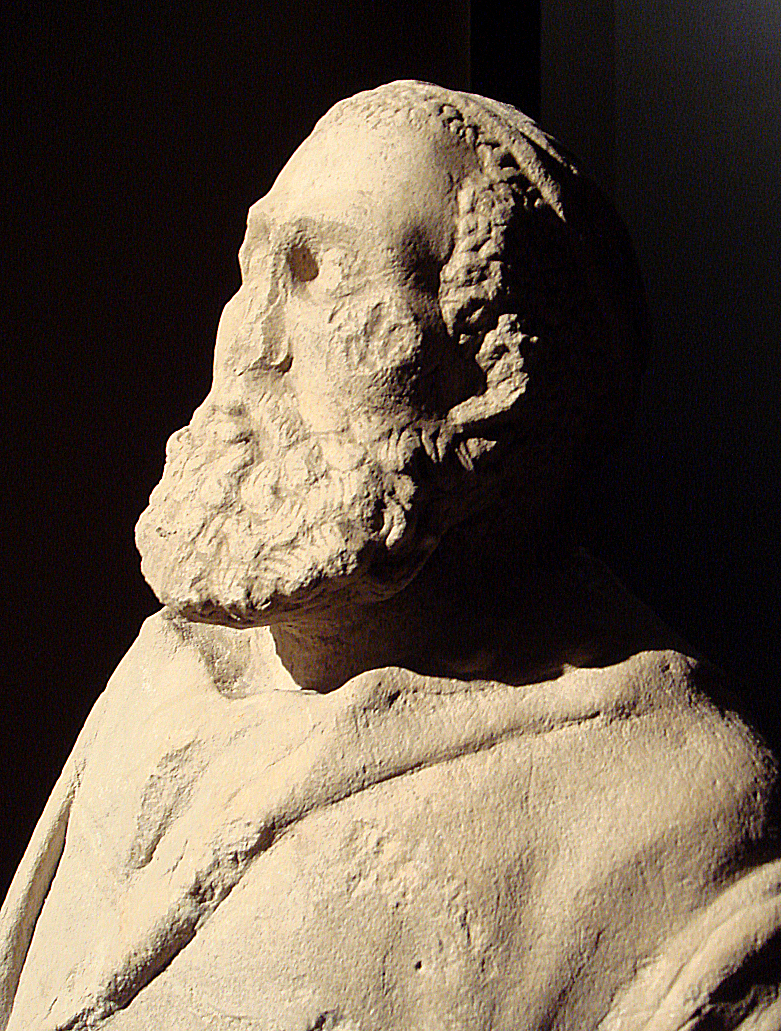
Détail de la sculpture du philosophe. Sculpture d'un vieil homme, pilier hermaïque, gymnase, second quart du IIe siècle av. J.-C., calcaire, 77 cm[Inv 3].
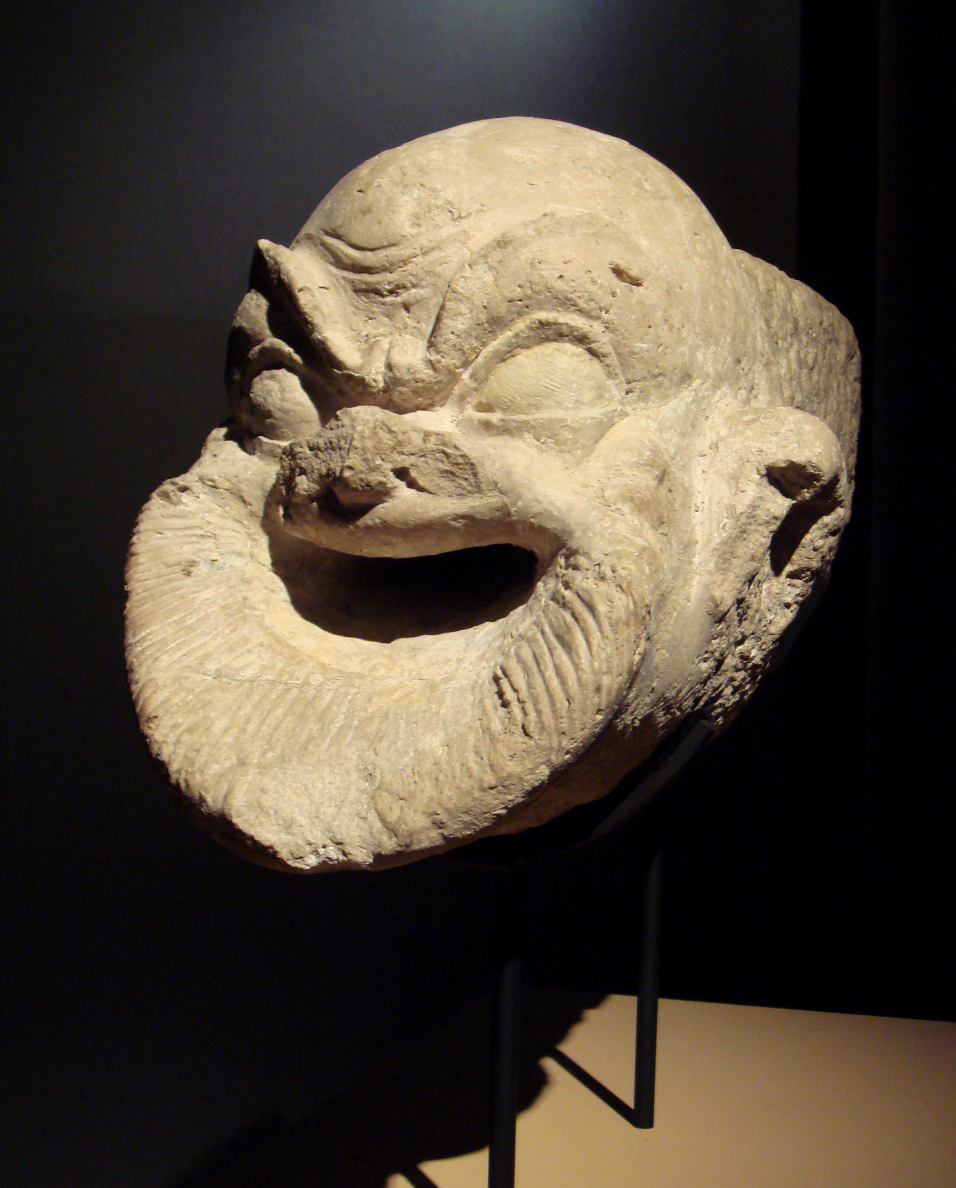
Gargouille hellénistique en forme de masque, fontaine de l'Oxus, IIe siècle av. J.-C., calcaire, 21 cm × 40 cm × 19 cm[Inv 7].
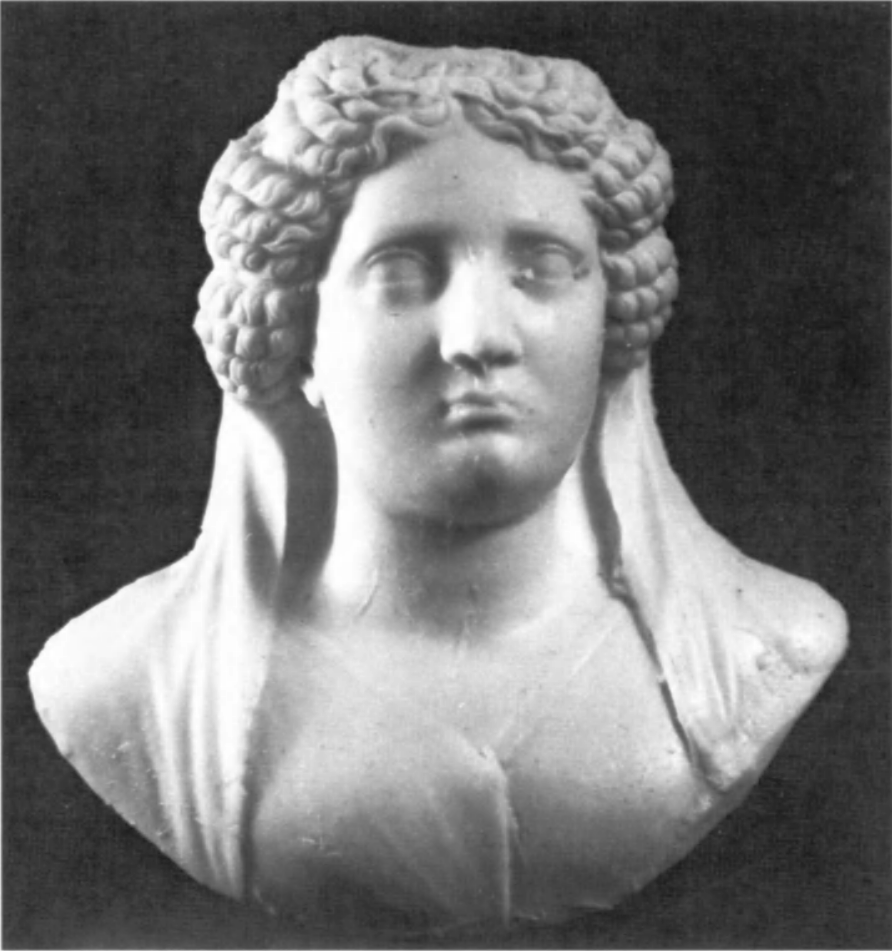
Buste de femme. Moulage issu d'un moule de terre cuite trouvé à Ai Khanoum[84].

### Découvertes épigraphiques

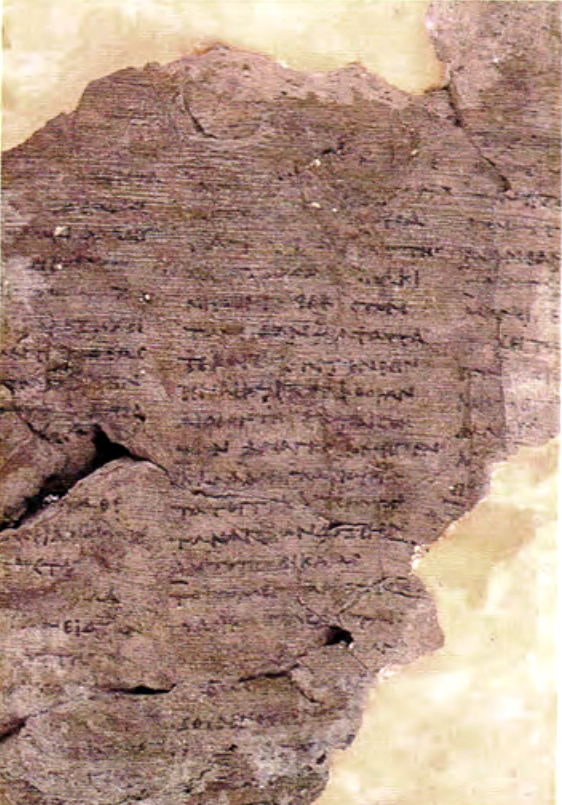
Papyrus avec texte philosophique, Ai Khanoum,

Le site a livré des inscriptions grecques qui témoignent d'un usage de la langue grecque jusqu'à la fin de l'histoire de la cité.

#### Documents en écriture cursive
Des documents utilisant cette écriture ont été trouvés dans la trésorerie du palais, sous la forme de fragments de céramiques. Ces documents se réfèrent à des dépôts de marchandises ou d'espèces.

#### Documents en écriture capitale
Des documents du site présentent une écriture en capitale, la dédicace du gymnase, les maximes delphiques de l'hérôon de Kinéas et une épigramme funéraire.
Une stèle porte les maximes de Delphes dont seuls deux blocs calcaires la constituant sont conservés, un bloc de base et un angle inférieur gauche. Environ 150 maximes delphiques ont eu comme but de définir le « code moral de l'homme grec dans sa vie domestique et citoyenne », sur trois colonnes. Cléarque de Soles, le dédicant, est cité dans une dédicace de quatre vers. La présence à Aï Khanoum du philosophe, au début du IIIe siècle av. J.-C., s'explique par une enquête menée par l'auteur sur « les origines orientales de la pensée religieuse » menée en Bactriane et dans le Nord-Ouest de l'Inde.
Deux inscriptions importantes ont été trouvées non loin de là : la dédicace d'un autel à Hestia offert par Héliodote et destiné à la sauvegarde d'Euthydème et de son fils Démétrios est significative de la diffusion de l'art poétique le plus raffiné de l’extrême fin du IIIe siècle av. J.-C..
La seconde qui aurait été trouvée à Kandahar est l'épigramme funéraire de Sophytos, personnage d'origine indienne parfaitement hellénisé,.

### Divers objets retrouvés

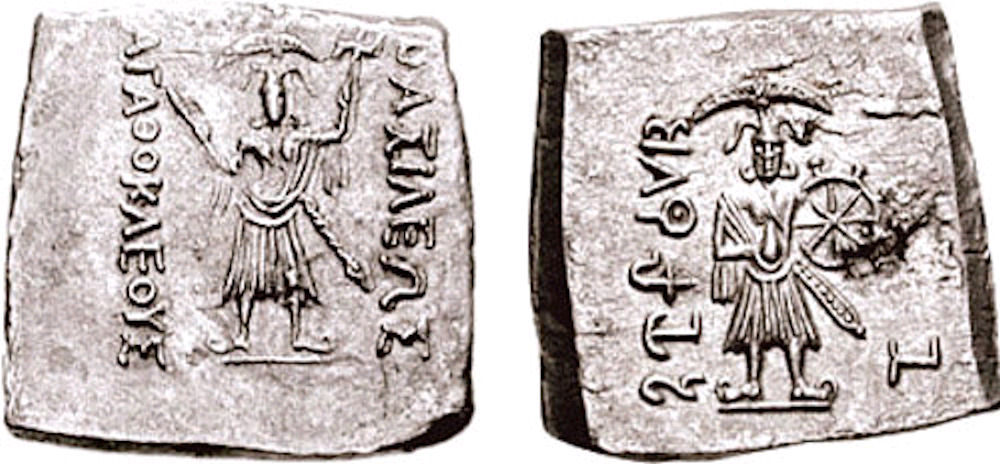
Pièce du roi Agathoclès, bilingue Grec-Brahmi, représentant des divinités indiennes, des avatars de Vishnu.

Des nombreuses pièces de monnaie séleucides et gréco-bactriennes ont été trouvées, datables jusqu'au règne d'Eucratide Ier, mais aucune plus tardive. Aï Khanoum a aussi livré des pièces de monnaie gréco-bactriennes uniques d'Agathocle de Bactriane, consistant en six drachmes d'argent figurant des divinités hindoues. Celles-ci portent les premières représentations connues de divinités védiques sur des pièces de monnaie et elles montrent les premiers avatars de Vishnu, Balarama-Samkarshana et Vasudeva-Krishna et sont considérées comme les premières tentatives gréco-bactriennes de création d'un standard monétaire indien au moment de l'invasion de l'Inde du Nord.

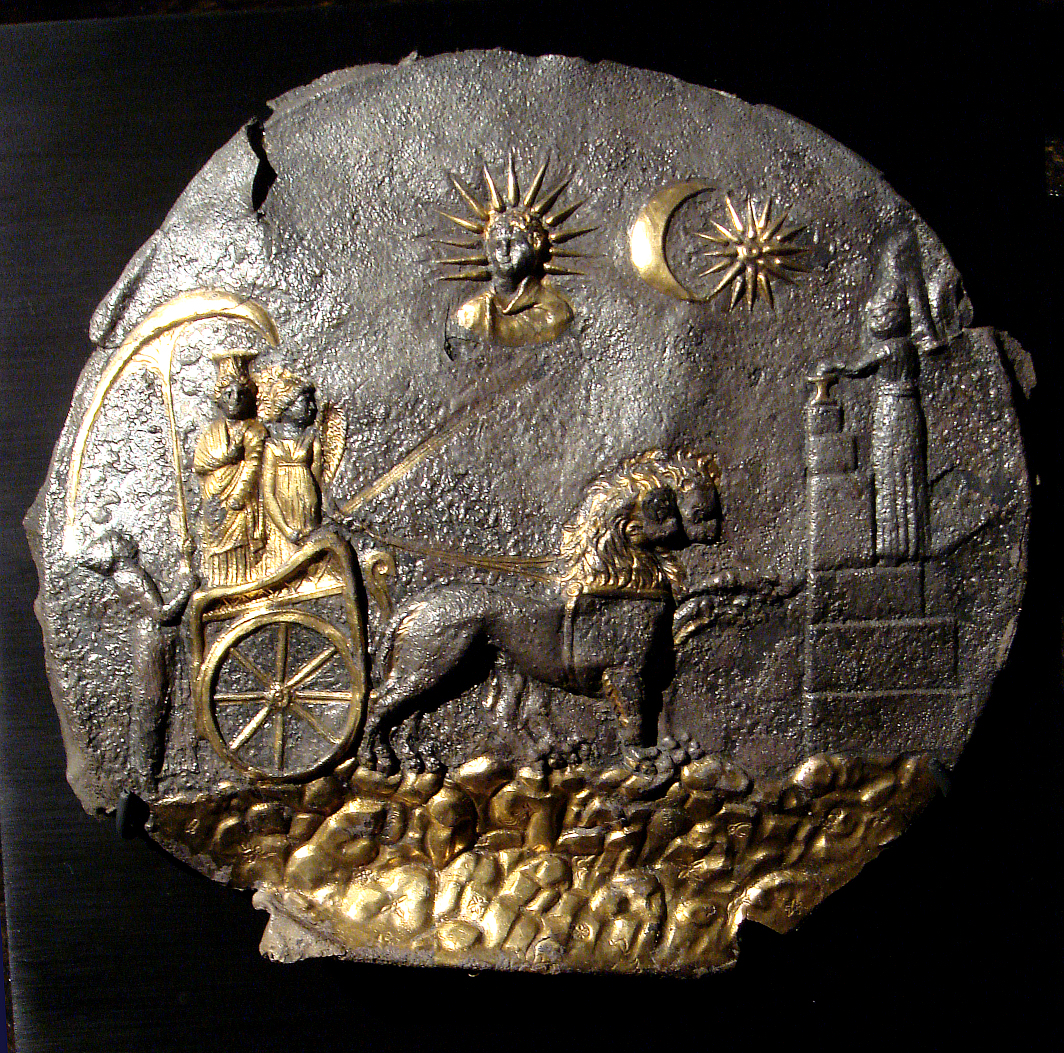
Plaque en argent de Cybèle conduite par des lions, sacrifice votif et représentation du dieu solaire, temple à niches indentées, argent doré, 25 cm de diamètre, 1-2 mm d'épaisseur,.

Parmi d'autres découvertes figure une remarquable plaque de médaillon rond en argent doré avec dorure à la feuille d'or, représentant la déesse Cybèle coiffée d'un pôlos (en), traversant les montagnes sur un char attelé de lions et mené par une Victoire ailée, devant un autel sur lequel brûle quelque chose, le feu étant alimenté par un personnage. Deux prêtres, habillés rituellement d'une longue robe, d'une ceinture et d'un bonnet, officient. Dans le ciel trois astres sont présents : Hélios, un croissant de lune et une étoile. L'œuvre comporte des éléments grecs (allégories, drapés des vêtements, coiffure, lions) et aussi des éléments orientaux (motifs à plat, vues de face et de profil juxtaposées, rigidité des attitudes, parasol, char à grandes roues, autel à hautes marches),. Selon P. Bernard, cette œuvre est « une tentative de fusion de la tradition grecque et de la manière orientale » ou encore « une œuvre typiquement représentative d'un art hybride gréco-oriental ». Découverte dans le contexte de la réutilisation tardive du sanctuaire, elle est datée du IIIe voire de la fin du IVe siècle av. J.-C. Des fragments d'une œuvre ressemblante ont été découverts à environ 100 km de la ville, à Takht-i Sangin. Cependant l'archéologue russe qui l'a trouvée la date de la fin de l'époque achéménide.
En outre le site a livré des objets divers, parmi lesquels divers bijoux de bras et d'oreilles en or, un plateau de toilette représentant Aphrodite assise et un moule représentant un personnage barbu d'âge moyen portant un diadème et destiné à élaborer des œuvres en argile.

### Production monétaire

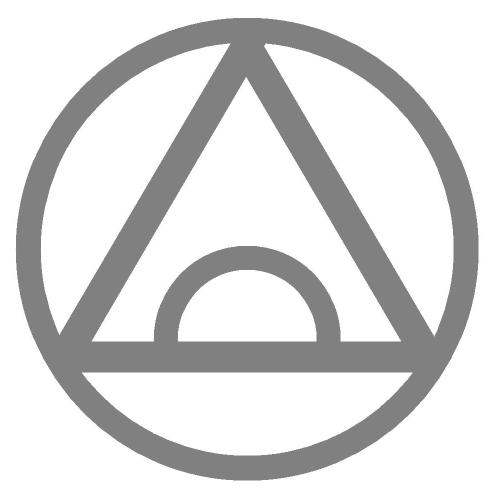
Symbole d'Ai-Khanoum,.

De nombreuses pièces de monnaie, Séleucides ou Gréco-bactriennes ont été trouvées à Ai-Khanoum, ainsi que dix plaques de fonderie, indiquant qu'il y avait un atelier monétaire dans la ville. Ai-Khanoum possédait apparemment un symbole spécifique, un triangle dans un cercle avec quelques variations, qui était utilisé sur les pièces de monnaie et a été retrouvé sur des blocs de maçonnerie des plus vieux bâtiments de la ville.
Ce même symbole apparaissant sur plusieurs types de pièces orientales des Séleucides, il semble que celles-ci aient aussi été frappées à Ai-Khanoum. Ainsi, de nombreuses pièces Séleucides qui avaient été attribuées à la ville de Bactres ont depuis été réattribuées à Ai-Khanoum, impliquant qu'Ai-Khanoum était même un plus grand centre de frappe monétaire que Bactres.
Les pièces qui ont été trouvées à Ai Khanoum vont de Seleucus (312-281 av.J-C) à Eucratide Ier (171-145 av.J-C), ce qui suggère que la ville a été conquise à la fin du règne de ce dernier.
| Pièces de monnaie frappées à Aï Khanoum |
| - Le roi Séleucide Seleucus Nicator (312-281 av. J.-C.), atelier d'Ai Khanoum. Frappée vers 285-281 av. J.-C. - Le roi Séleucide Antiochos Ier (281 – 261 av. J.-C.), atelier d'Ai Khanoum. - Le roi Séleucide Antiochos II (261-246 av. J.-C.), atelier d'Ai Khanoum. - Le Gréco-bactrien Diodote Ier (256-238 av. J-C.), au nom du Séleucide Antiochos II, ou bien un nouveau Antiochos Nicator. Atelier A, près d'Ai Khanoum. - Le roi Gréco-bactrien Diodote II (235-225 av. J.-C.), atelier d'Ai Khanoum. - Roi gréco-bactrien Euthydème Ier (223 à 200 av.J.-C.), atelier A, près d'Ai Khanoum. |

### Productions de l'artisanat local

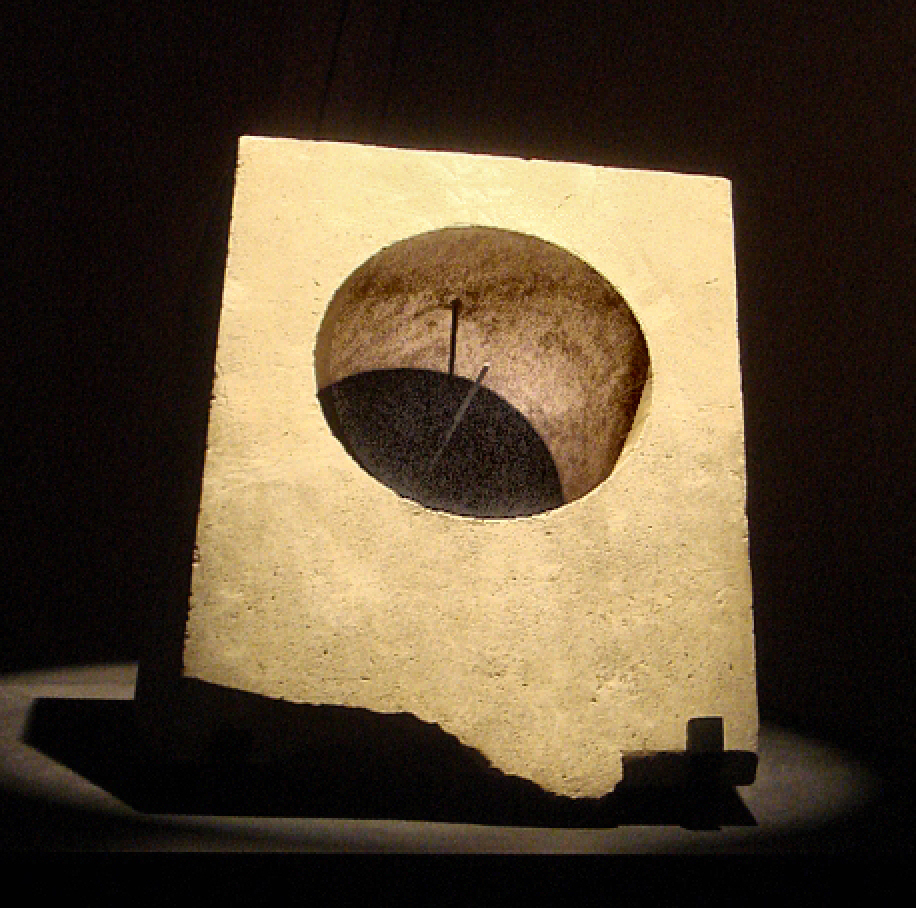
Cadran solaire de type équatorial, unique exemplaire antique connu à ce jour et découvert dans le gymnase de la cité, calcaire, gymnase,, 44.6 cm × 34.3 cm.

Des artefacts divers de la vie quotidienne sont aussi pour certains d'entre eux clairement hellénistiques : cadrans solaires, encriers de bronze, meules à grains, armes et éléments d'armures en fer de cavaliers cataphractaires.
Un premier cadran solaire, en forme d'hémisphère avec deux pattes de lions, a été retrouvé dans les fouilles du gymnase en huit morceaux. Le gnomon de métal n'a pas été retrouvé. Sur la demi-sphère sont gravées sept courbes mensuelles recoupées par des courbes horaires au nombre de onze. Les courbes inscrites ont permis de reconnaître une marge d'erreur de 1° pour la latitude. L'objet appartient à un type classique décrit par Vitruve.
Un second cadran solaire, de type équatorial, a été mis au jour dans le gymnase. Il est muni d'une large ouverture de 22 cm de diamètre. Sur la partie basse des bords sont gravées douze zones sur les deux faces. Le gnomon métallique fait 15 cm de long. Une fois le cadran installé, le soleil frappe les deux faces alternativement selon les saisons. Ce cadran est l'unique cadran équatorial antique connu même si le type en a été décrit également par Vitruve. Les lignes horaires sont tracées pour une autre latitude que celle d'Aï Khanoum, peut-être celle de Syène, cité importante pour l'astronomie antique, voire celle de la ville indienne d'Ujjain. L'objet serait donc à considérer comme « un instrument de démonstration astronomique et gnomonique » et obligerait à supposer comme plus précoce l'influence de l'astronomie grecque sur l'astronomie indienne.
En outre de la vaisselle diverse a été découverte : vaisselle de céramique aux formes locales mais avec aussi un large usage de formes grecques ou encore vaisselle ornementale en schiste gris-bleu, avec des motifs dont certains sont géométriques, utilisée comme plats et boîtes à compartiments et munie parfois de couvercles. Cette vaisselle, généralement d'une taille de 10 à 20 cm, est taillée dans le schiste des montagnes afghanes et possède deux à quatre compartiments séparés par des cloisons. Les pyxides à compartiments sont attestées dans le monde grec mais la fabrication de tels objets en pierre doit être reliée à une tradition locale datée de l'âge du bronze. Ces objets sont d'un usage courant et varié, la forme de boîte a perduré dans un type de boîte-reliquaire bouddhique.
La poignée en bronze d'un bassin comportant des bustes féminins posés sur des feuilles de vigne a été découverte dans la fouille du sanctuaire principal de la cité. Les traits des personnages sont grossiers et certains attributs en sont animaliers, comme les oreilles et les cornes. L'objet porte une représentation dionysiaque, plus précisément celle d'une ménade mais avec un lien persistant avec le monde sauvage selon P. Bernard. La datation tardive de l'objet, vers 150-145 av. J.-C. du fait de la découverte dans la couche de réoccupation du sanctuaire, est aussi soulignée par « un hellénisme en train de se dégrader ».
Des éléments d'un trône en bois et en ivoire ont été retrouvés, et témoignent à la fois de la diffusion des sièges de type grec et des relations avec l'Inde pour le développement de l'artisanat de l'ivoire.

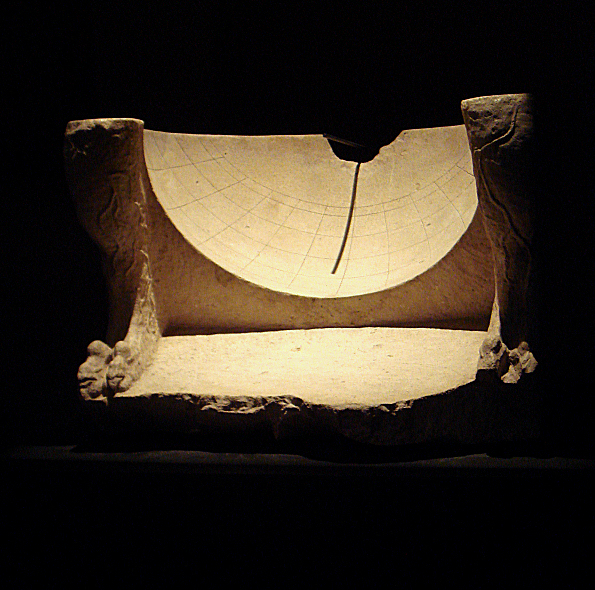
Cadran solaire en portion d'hémisphère dans deux pieds de lion sculptés, calcaire, gymnase, IIIe – IIe siècles av. J.-C., 37,3 cm × 52 cm[Inv 10].
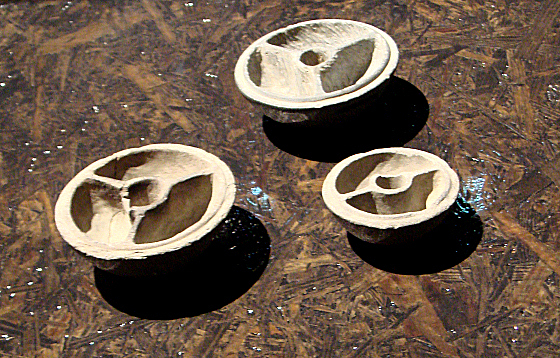
Récipients de pierre, temple à niches indentées, schiste, 5,9 à 18 cm de diamètre, IIIe – IIe siècles av. J.-C.
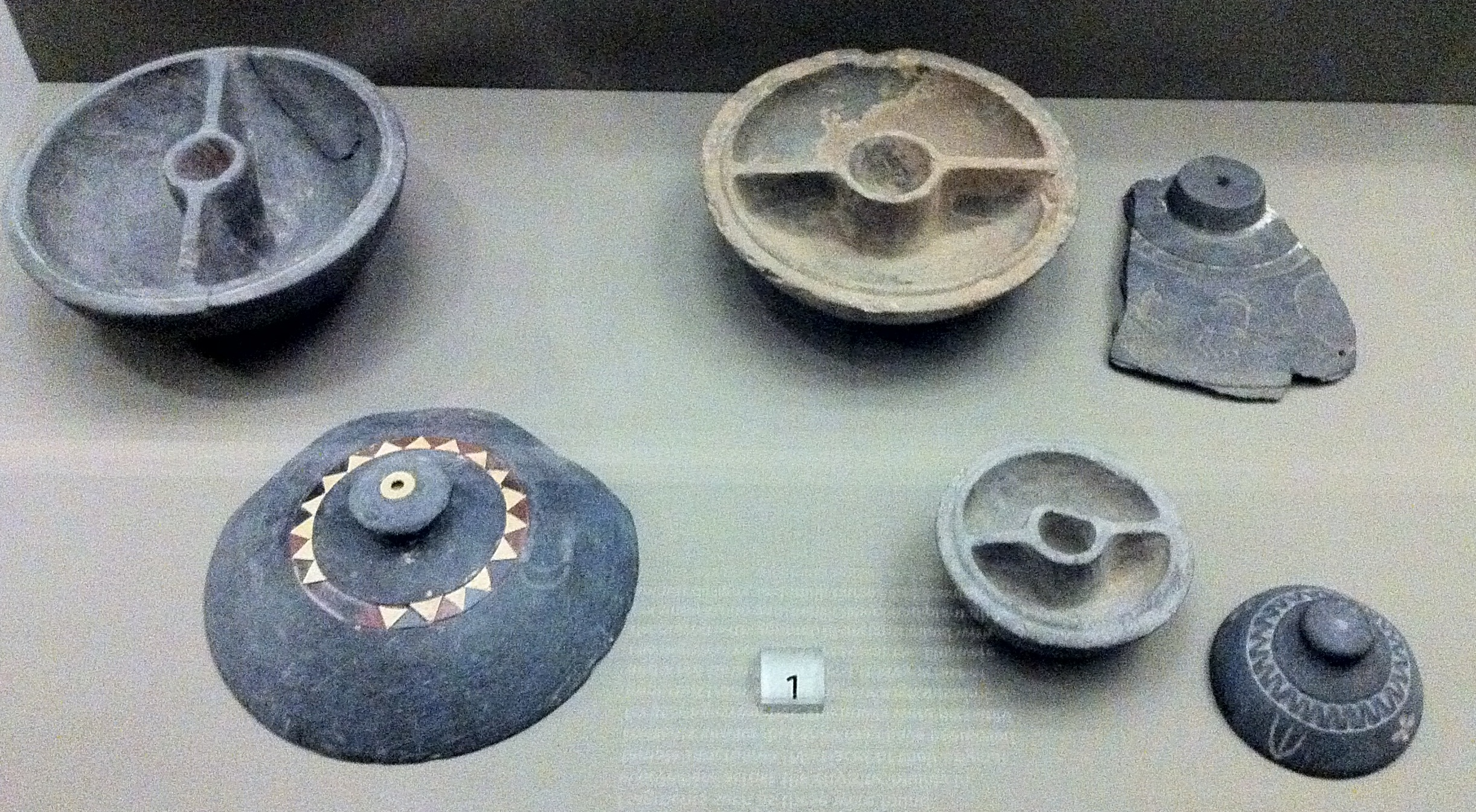
Récipients de pierre IIIe – IIe siècles av. J.-C.
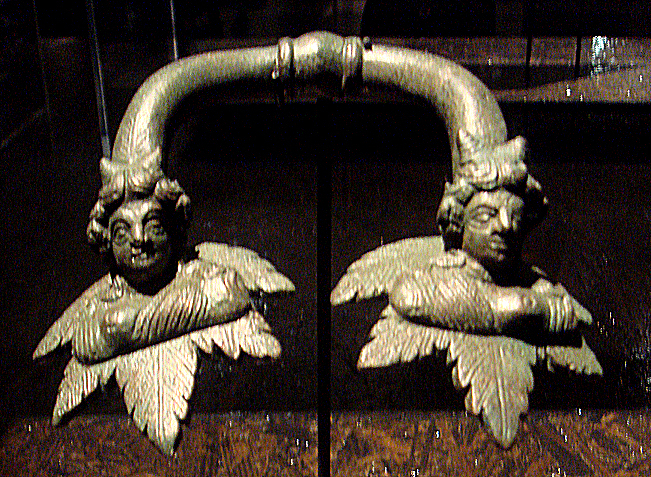
Poignée de chaudron ou bassin avec bustes féminins, temple à niches indentées, bronze, 13,7 cm, IIe siècle av. J.-C.[Inv 11].

### Éléments importés

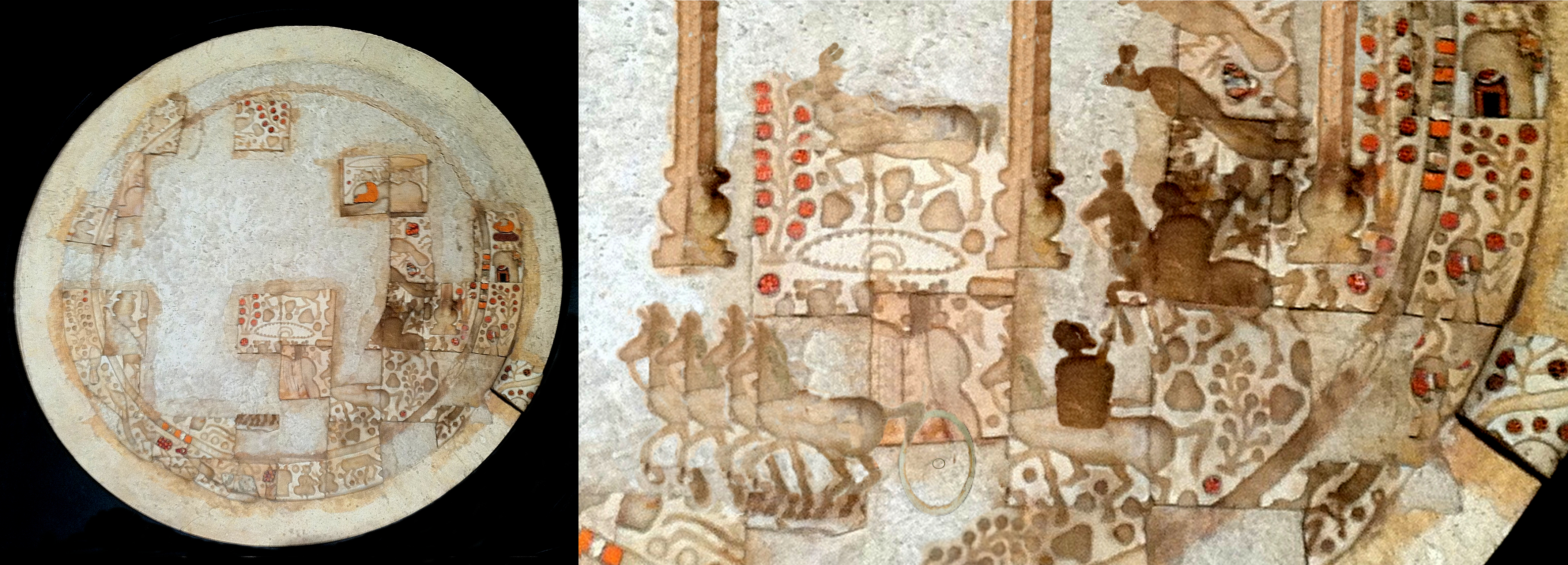
Plaque indienne d'Aï Khanoum. Plaque d'origine indienne, coquillage, verre de couleur et feuille d'or, 20.5 cm de diamètre, (antérieure à 145 av.J-C, date de la destruction d'Ai Khanoum), musée national afghan de Kaboul. À droite: reconstitution de la portion en bas à droite de la plaque. On y voit des soldats montés à cheval, un quadrige avec passagers surmontés d'un parasol, des colonnes, des animaux et des plantes.

Le site a révélé des produits d'artisanat de luxe assurément importés, en particulier des objets en ivoire d'origine indienne; on y a trouvé des moulages de stuc et, surtout, une plaque ornée de coquillages, d'incrustations d'or et de verre, la plaque indienne d'Aï Khanoum, représentant peut-être le mythe du Sakuntala. 65 plaquettes fines l'incrustent, dont 33 sont retrouvées et 4 perdues depuis. L'objet orne peut-être le revers d'un miroir et le décor a été restitué par Cl. Rapin. On y a aussi trouvé des pièces à poinçon multiples, un trône rehaussé de pierres précieuses et d'autres objets artisanaux, tous d'origine indienne.
Ces quelques artefacts, trouvés dans une pièce du trésor de la ville, ont probablement été rapportés par Eucratide Ier lors de ses campagnes en Inde contre son rival Ménandre Ier, et sont soit des trophées de guerre, soit des cadeaux. La plaque a été trouvée par les archéologues dans la couche de destruction dans la trésorerie qui a suivi l'incendie du palais.

## Influences artistiques sur le monde indien

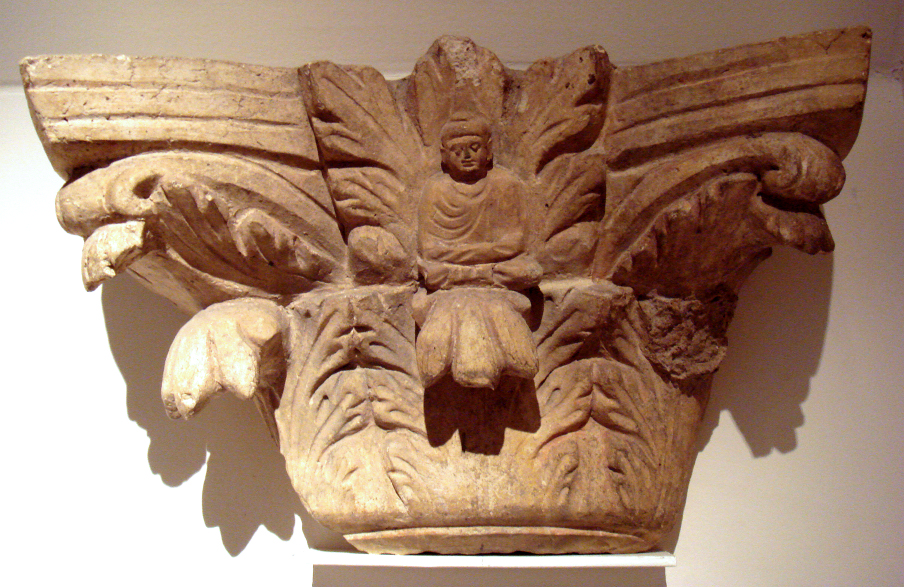
Chapiteau indo-corinthien avec sculpture du Buddha au milieu des feuilles d'acanthe., art gréco-bouddhique du Gandhara

Selon l'historien de l'art John Boardman, Aï Khanoum constitue, avec les cités Séleucides de Perse, l'un des intermédiaires les plus probables, davantage que l'Empire achéménide, dans la transmission de l'influence hellénistique sur l'art indien. Ceci est notamment dû à la profusion à Aï Khanoum de motifs architecturaux hellénistiques purs, tels que des colonnes corinthiennes, des bases de colonnes ou des moulures diverses, et au fait que ces réalisations étaient limitrophes du territoire de l'Empire Maurya tout en étant antérieures aux premières réalisations indiennes dans le domaine de l'architecture décorative en pierre, en particulier le chapiteau de Pataliputra (en) (IIIe siècle av. J.-C.) ou les piliers d'Ashoka (environ 250 av. J-C).
Parmi les cas de transmission au monde indien, Boardman mentionne notamment les motifs décoratifs retrouvés sur les colonnes indiennes, tels que les palmettes, les bandeaux de palmettes et de lotus, ou les bandes de "perles et bobines (en)" caractéristiques de l'art grec. Le chapiteau aux lions d'Ashoka est aussi considéré comme un autre cas d'influence du réalisme artistique grec dans la représentation des animaux.
Beaucoup plus tard encore, dans l'art gréco-bouddhiste du Gandhara aux premiers siècles de notre ère, des chapiteaux indo-corinthiens (en) vont jusqu'à représenter le Buddha au milieu des feuilles d'acanthe. L'influence ici est plus généralement celle de l'architecture gréco-bactrienne et indo-grecque dans son ensemble, allant du IIIe au Ier siècle, et couvrant la zone géographique allant de l'Oxus  jusqu'à Taxila.
| Influences hellénistiques sur l'art indien (IIIe siècle av. J.-C.) |
| - Le chapiteau de Pataliputra (en), très similaire à de nombreux chapiteaux hellénistiques, avec palmette centrale et autres motifs décoratifs grecs. Pataliputra, IIIe siècle av. J.-C. - Motif du pilier d'Ashoka de Allahabad, vers 250 av. J.-C. Bandeau de palmettes et de lotus, similaire à des bandeaux hellénistiques tel que les bandeaux de Dydima ou les frises de Delphes. - Bandeau de palmettes et de lotus, pilier de Rampurva, vers 250 av. J.-C. - Le motif du cheval sur le Chapiteau aux lions d'Ashoka de Sarnath, est souvent présenté comme un exemple de réalisme artistique hellénistique. |

## Numéros d’inventaire au musée national afghan de Kaboul
1. ↑  M.K. 05.42.15.
2. ↑  M.K. 05.42.82/1.
3. 1 2  M.K. 05.42.14.
4. ↑  M.K. 04.42.8.
5. ↑  M.K. 05.42.13.
6. ↑  M.K. 05.42.74.
7. ↑  M.K. 05.42.17.
8. ↑  M.K. 04.42.7.
9. ↑  M.K. 05.42.55.
10. ↑  M.K. 05.42.54.
11. ↑  M.K. 04.42.6.
12. ↑  M.K. 05.42.25.